# Marc Laviolette (syndicaliste)
Pour les articles homonymes, voir Marc Laviolette.
Marc Laviolette, né en 1949 et mort le 27 juin 2024, est un syndicaliste québécois. Il est le président de la Confédération des syndicats nationaux (CSN) de 1999 à 2002. 
À partir de 2007, il milite au sein du SPQ-Libre, un club politique affilié au Parti québécois.

## Biographie
Militant marxiste-léniniste durant les années 1970, Marc Laviolette se présente comme candidat indépendant aux élections fédérales canadiennes de 1980 dans la circonscription fédérale de Beauharnois-Salaberry. Il est par la suite candidat du Parti communiste ouvrier du Canada lors de l'élection générale québécoise de 1981 dans la circonscription provinciale de Beauharnois.[réf. nécessaire]
Vice-président de la Fédération de la métallurgie et président du Syndicat des travailleurs et travailleuses des Produits chimiques Expro de Salaberry-de-Valleyfield de 1986 à 1994, Marc Laviolette est élu pour la première fois à l'exécutif de la CSN en 1994, puis une seconde fois au congrès de 1996. Il est responsable notamment du dossier santé-sécurité au travail et des campagnes confédérales à caractère social, dont celles sur la santé et l'éducation.
En 1999, il succède à Gérald Larose au poste de président de la CSN. Il fait un mandat à ce poste et cède la place à Claudette Carbonneau en 2002.
Le 16 février 2007, il annonce sa candidature comme candidat péquiste dans la circonscription de Soulanges, à l'ouest de Montréal, en vue de l'élection provinciale québécoise du 26 mars 2007. Il termine troisième avec 26,4 % du vote, derrière la libérale Lucie Charlebois et un candidat adéquiste, Sylvain Brazeau. 
Il est le président des Syndicalistes et progressistes pour un Québec libre (SPQ-Libre).
Marc Laviolette meurt le 27 juin 2024 à l'âge de 75 ans,.